# 우간다개혁신학대학
우간다개혁신학대학(Reformed Theological College, Uganda)은 1994년 한국의 온나라선교회에 의해 우간다 캄팔라의 카시쿨라(Kisugula) 지역에 설립된 학교이다. 제 2 캠퍼스는 카탈레(Katale) 지역에 있다. 2022년 7월부터 우간다 정부에 의해서 정식 학사학위(B.A.)를 수여하는 대학교이다. 영성, 선교, 그리고 공동체를 위한 지도자 양성에 강조를 두고 있다.

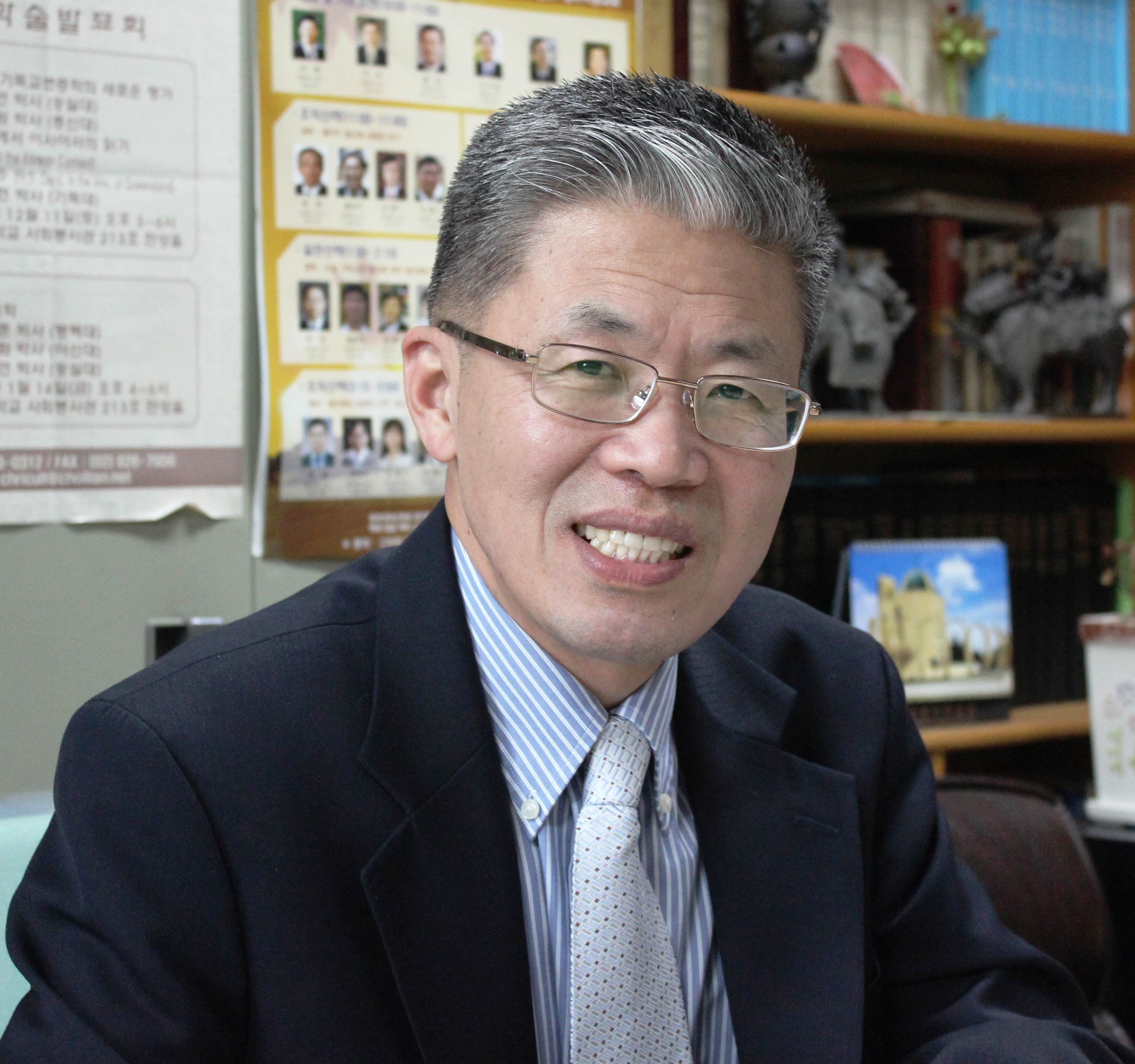
우간다개혁신학대학 전 교무처장 안승준 박사(Dr. Luke S.J. Ahn)

## 역사
학교의 시작은 온나라선교회가 후원하였고 배상호 선교사와 박숙경 선교사가 1994년 우간다개혁신학교(RTC)를 세웠다. 학교는 1999년 남아공의 노스웨스트대학교(구 포체스트롬 대학)과 학위 인가 협정을 맺었다. 또 2000년부터 신학교의 현지인 행정 자립화를 위한 리더십을 개발했다. 2004년 첫 현지인 교장을 임명하는 등 현지인 중심의 행정을 일찍이 정착시켰으며, 학문과 영성훈련을 하고 있다. 우간다는 물론 케냐, 르완다, 콩고, 수단, 탄자니아, 브룬디 등에서 목회자 후보생들이 지원한다.

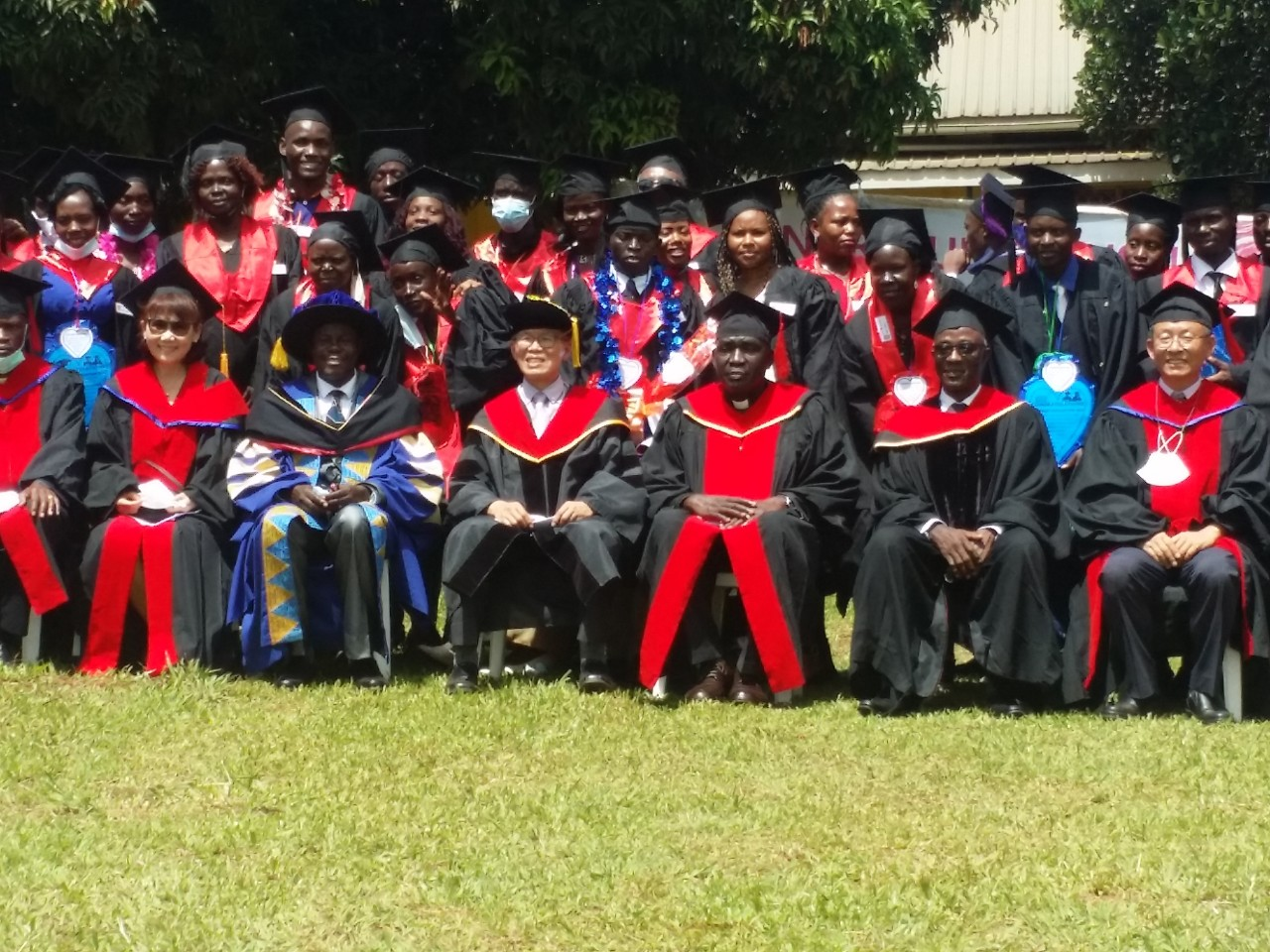
우간대개혁신학대학 졸업식

## 학과들(학사학위 B.A.)
- 신학과
- 유아교육학과
- 음악 예배학과

## 학교 이념
- Christ-centered

Making Christlike disciples through the Bible and fervent prayer meetings
- Academic excellence

Pursuing the best quality of education
- Mission-minded

Sending community loyal to the Great Commission

## 같이 보기
- 개혁신학

## 연락처
- +256(0)41 437 0631
- +256(0)39 328 2686
- rtc-info@rtc.ac.ug
- P.O.Box 11701 Kampala Uganda